# Eric Sundblad
Eric Gustav Sundblad (Stoccolma, 29 luglio 1897 – Stoccolma, 24 febbraio 1983) è stato un velocista svedese.

## Biografia
Partecipò alle Olimpiadi del 1920 gareggiando nei 400 metri piani e nella staffetta 4×400 m. Nella gara individuale giunse sesto in semifinale, mentre con la staffetta svedese ottenne il quinto posto in finale.

## Palmarès
| Anno | Manifestazione  | Sede    | Evento      | Risultato  | Prestazione | Note  |
| ---- | --------------- | ------- | ----------- | ---------- | ----------- | ----- |
| 1920 | Giochi olimpici | Anversa | 400 m piani | Semifinale | 52"0        | [ 1 ] |
| 1920 | Giochi olimpici | Anversa | 4×400 m     | 5º         | 3'24"3      | [ 2 ] |